# Råvasrivier
Råvasrivier (Zweeds – Fins: Råvasjoki; Samisch: Rovašjohka) is een rivier annex beek, die stroomt in de Zweedse  gemeente Kiruna. De rivier ontstaat doordat talloze bergbeken zich verenigen in een meer ten zuiden van de berg Råvas (Rovaš) en slechts één uitweg weten te vinden. De rivier annex beek stroomt naar het oosten en verenigt zich met de Vittankirivier.
Afwatering: Råvasrivier → Vittankirivier → Könkämärivier →  Muonio → Torne → Botnische Golf